# 韦莱索
韦莱索（義大利語：Veleso），是意大利科莫省的一个市镇。总面积5平方公里，人口279人，人口密度55.8人/平方公里（2009年）。ISTAT代码为013236。